# Николаево (община)
Вижте пояснителната страница за други значения на Николаево.
Община Николаево се намира в Южна България, област Стара Загора. Включва 4 населени места с общо население от 4346 жители (към 01.02.2011).

## География

### Географско положение, граници, големина
Общината се намира в североизточната част на област Стара Загора. С площта си от 96,524 km2 е най-малката сред 11-те общини на областта, което съставлява 1,87% от територията на областта. Границите ѝ са следните:
- на север и изток – община Гурково;
- на юг – община Стара Загора;
- на запад – община Мъглиж;

### Природни ресурси

#### Релеф
Релефът на общината е равнинен и нископланински, като територията ѝ попада в пределите на Стара планина, Казанлъшката котловина и Средна гора, със средна надморска височина около 380 m.
В най-северната част на общината се простират южните склонове на нископланинския рид Дебелец, крайно южно разклонение на Тревненска планина, част от Средна Стара планина. Най-високата му точка в пределите на общината е връх Здравеца 834,8 m, разположен в крайния северозападен ъгъл на общината.
Южно от него в пределите на общината попадат крайната източна част на Казанлъшката котловина. В нея, източно от град Николаево, на границата с община Гурково, в коритото на река Тунджа се намира най-ниската ѝ точка – 268 m н.в.
Южната третина на общината се заема от северните склонове на Сърнена Средна гора. Тук максималната височина е връх Морулей 895,2 m, разположен на около 3 km южно от село Елхово, на границата с община Стара Загора.

#### Води
Основна водна артерия на община Николаево е река Тунджа, която протича през нея от запад на изток с част от горното си течение. Източно и североизточно от град Николаево, през територията на общината протича най-долното течение на Радова река, ляв приток на Тунджа. В непосредствена близост до общината се намира язовир Жребчево, малко използван от местната общност ресурс. Общата площ на водните течения и водни площи е 4807 дка, 3078 дка от които са рибарници.

#### Климат
Община Николаево попада в преходно-континенталната климатична област. Климатът е повлиян от разположението ѝ между двете планински вериги на север – Стара планина и на юг – Средна гора. Ограниченото влияние на северните въздушни маси е предпоставка за сравнително меката зима и лято без големи горещини. Валежите са около средните за страната. Зимата е сравнително мека, снежната покривка е сравнително неустойчива. Този климат е подходящ за развитие на земеделието и отглеждане на трайни насаждения, зърнени и технически култури. През летните месеци се наблюдават значителни засушавания. Като цяло средногодишните количества валежи са достатъчни за пасищата и другата естествена тревна растителност, но са в недостиг за селското стопанство.

#### Почви
Почвите в района са разнообразни като превес имат кафявите и кафявите горски почви. Те са подходящи за отглеждане на трайни насаждения, етерично-маслени и технически култури, както и някои видове зеленчуци.

#### Околна среда
Като цяло околната среда в община Николаево е относително добре съхранена. Разположението и в полите на Стара планина и по склоновете на Сърнена Средна гора и изключително ограниченото производство на единственото голямо промишлено предприятие – фирма ЕЛПО, предполагат чистота на въздуха, водата и почвите. Близостта до две планини, изобилието на зелени площи и водни басейни, както и липсата на големи промишлени замърсители определят околната среда в общината като чиста и приветлива. Има добри условия за опазване на жизнена биологична структура на средата. Общината е богата на подпочвени води. В землището на село Нова махала расте осенът – един от защитените дървесни видове, а в района на Николаево има блатен аир. В землището на с. Едрево гнезди сивата чапла, която се числи към защитените животински видове.

## Население

### Етнически състав (2011)
Численост и дял на етническите групи според преброяването на населението през 2011 г.:
|                     | Численост | Дял (в %) |
| Общо                | 4346      | 100,00    |
| Българи             | 2493      | 57,36     |
| Турци               | 464       | 10,68     |
| Цигани              | 1083      | 24,92     |
| Други               | 8         | 0,18      |
| Не се самоопределят | 53        | 1,22      |
| Неотговорили        | 245       | 5,64      |

### Движение на населението (1934 – 2021)
| Община Николаево                              | Община Николаево | Община Николаево | Община Николаево | Община Николаево | Община Николаево | Община Николаево | Община Николаево | Община Николаево | Община Николаево | Община Николаево | Община Николаево |
| --------------------------------------------- | ---------------- | ---------------- | ---------------- | ---------------- | ---------------- | ---------------- | ---------------- | ---------------- | ---------------- | ---------------- | ---------------- |
| Година                                        | 1934             | 1946             | 1956             | 1965             | 1975             | 1985             | 1992             | 2001             | 2011             | 2021             |                  |
| Население                                     | 5435             | 5462             | 5483             | 6282             | 6385             | 5608             | 5302             | 4948             | 4346             | 4194             |                  |
| Източници: Национален Статистически Институт, |                  |                  |                  |                  |                  |                  |                  |                  |                  |                  |                  |

### Населени места
Общината има 4 населени места с общо население от 4194 жители към 7 септември 2021 г.
| Населено място | Население (2021 г.) | Площ на землището km2 | Забележка (старо име) | Населено място | Население (2021 г.) | Площ на землището km2 | Забележка (старо име)           |
| -------------- | ------------------- | --------------------- | --------------------- | -------------- | ------------------- | --------------------- | ------------------------------- |
| Едрево         | 564                 | 15,331                | Балабанлии            | Николаево      | 2577                | 14,867                |                                 |
| Елхово         | 435                 | 47,388                | Милево                | Нова махала    | 618                 | 18,938                |                                 |
|                |                     |                       |                       | ОБЩО           | 4194                | 96,524                | няма населени места без землища |

## Административно-териториални промени
- Указ № 462/обн. 21.12.1906 г. – преименува с. Балабанлии на с. Едрево;
- Указ № 949/обн. 08.12.1949 г. – преименува с. Елхово на с. Милево;
- Указ № 1239/обн. 26.08.1977 г. – признава с. Николаево за гр. Николаево;
- Указ № 43/обн. 19.02.1993 г. – възстановява старото име на с. Милево на с. Елхово;
- Указ № 3/обн. 8 януари 1998 г. – отделя гр. Николаево и селата Едрево, Елхово и Нова махала и техните землища от община Мъглиж и създава нова община Николаево с административен център гр. Николаево.

## Транспорт
През северната част на общината, от запад на изток, на протежение от 6,5 km преминава участък от трасето на жп линията София – Карлово – Бургас от Железопътната мрежа на България.
През общината преминават частично 2 пътя от Републиканската пътна мрежа на България с обща дължина 13,2 km:
- участък от 6,4 km от Републикански път I-6 (от km 351,9 до km 358,3);
- участък от 6,8 km от Републикански път III-5007 (от km 17,7 до km 24,5).

## Топографска карта
- Лист от карта K-35-52. Мащаб: 1 : 100 000.